# Chodz' (fiume)
Il Chodz' (in russo Ходзь?; in lingua adighè: Кодз) è un fiume della Russia europea meridionale, affluente di sinistra del Laba. Scorre nella Adighezia e nel Territorio di Krasnodar.
Il fiume ha origine alle pendici del monte Bol'šoj Tchač nel territorio dell'Adighezia entrando poi immediatamente nel territorio di Krasnodar. La lunghezza del fiume è di 88 km. L'area del bacino idrografico è di 1250 km². Inizialmente, la direzione generale della corrente è verso est, successivamente verso nord. Entrando nella valle del Laba scorre parallelo al fiume fino a confluirvi a 180 km dalla foce. Nel basso corso rientra brevemente nel territorio della Adighezia e tocca l'omonimo villaggio di Chodz'. Nel corso superiore il fiume forma delle cascate.